# Paul Nelis
Paul Nelis est un architecte originaire de Genk s’apparentant au mouvement moderne. 
Sa production architecturale comprend majoritairement la conception de maisons issues du domaine privé. 

## Biographie
En 1942, il entreprend une formation d’architecte et urbaniste à la Faculté Sint Lucas à Gand. En 1960, il ouvre son agence à Haaltert. En parallèle de cette activité, il devient professeur agrégé à la Faculté Sint Lucas à Gand et à Bruxelles. 
Il collabore à la fin des années 1960 avec Ivan Van Mosselvelde. Leur collaboration peu documentée donne place à la construction du siège de la Ligue Royale Vélocipédique Belge à Bruxelles en 1969, à une maison privée pour Mr Van Driessche, ancien professeur d’architecture à St Lucas à Gand en 1970, et une villa physiothérapie à Sint-Denijs-Westrem en 1970. Leur collaboration prend fin au début des années 1970. 
Il accueille au sein de son atelier à Haaltert au cours du temps Christian Kieckens, Paul Robbrecht, et Luc Van Der Veken, ses anciens étudiants dans le cadre de stages. Sa production architecturale comprend la conception de bâtiments et maisons modernistes principalement issus du marché privé, on peut citer la maison privée de Huize Matthys et celle des artistes Herman Muys .et Monique Muylaert, en collaboration avec Christian Kieckens dans la région d'Alost. En 1978, sa carrière se termine brusquement lorsqu'il tombe malade en 1978.

## Réalisations modernistes
- 1969 : siège de la Ligue Royale Vélocipédique Belge à Bruxelles (Belgique), en collaboration avec Ivan Van Mossevelde
- 1970 : Maison privé de Mr Van Driessche à Sint Denijs Westrem (Belgique), en collaboration avec Ivan Van Mossevelde
- 1970 : Villa pour la physiothérapie à Sint Denijs Westrem (Belgique), en collaboration avec Ivan Van Mossevelde
- 1972 : maison privée de Huize Matthys, dans la région d'Alost (Belgique)
- 1975 : maison privée de Herman Muys et Monique Muylaert, dans la région d'Alost (Belgique)